# Alfajayucan
Alfajayucan est un chef-lieu de la municipalité d'Alfajayucan dans l'état d'Hidalgo au Mexique.